# Hulas Motors
Die Hulas Motors Pvt. Ltd. ist ein 1994 im nepalesischen Biratnagar gegründetes Unternehmen und Tochtergesellschaft der indischen Golchha Company. Bis 2016 war es erster Automobilhersteller in Nepal. Seit 2016 werden nur noch Ersatzteile sowie elektrische Rikschas hergestellt.

## Unternehmen
Zwischen 1994 und 2016 produzierte Hulas Motors in Nepal fünf selbst entwickelte Fahrzeuge in verschiedenen Modellvarianten. Alle wesentlichen Fahrzeugteile stammten von anderen Herstellern der eigenen Unternehmensgruppe Golchha Company. Größten Zulieferer war dabei die Hulas Steel Industries Pvt. Ltd. Nach mehrmonatigem Produktionsstillstand infolge der Erdbeben in Nepal 2015 und Problemen mit der Umstellung von der Euro I auf die Euro III Abgasnorm wurde die Produktion der Fahrzeuge mit Verbrennungsmotoren Ende 2015 eingestellt. Der Staat Nepal hatte hierzu 2014 eine Frist von 2 Jahren gestellt. Versuche einen Aufschub zu erwirken blieben erfolglos. Bis zu diesem Zeitpunkt waren 1.400 Fahrzeuge in Nepal verkauft worden. Hulas verfügte über 14 Händler und 150 Servicestationen. Auch der nepalesische Premierminister Baburam Bhattarai fuhr einen Mustang von Hulas. Ab 2016 werden nur noch Ersatzteile und unter dem neuen Markennamen Hulas-e Elektrorikschas aus zugekauften Komponenten produziert.

## Fahrzeugmodelle

### Hulas Power Cart
Keine weiteren Informationen mehr vorhanden.

### Hulas Sherpa
Der Hulas Sherpa ist ein an den Land Rover angelehnter Geländewagen. Für den Antrieb sorgt ein vierzylindriger Diesel-Viertaktmotor des Types TC490Q. Bei einem Hubraum von 2540 cm³ liegt die Leistung bei 42,6 kW. Der Wenderadius wird vom Hersteller auf 6 Meter angegeben. Er wurde in den Modellversionen Pick-up Single Cab, Mini Truck, Double Cab Carry, Jeep, Soft Top, Double Cabin Jeep und Hard Top angeboten.

### Mini-V
Die beiden Kleinbus-Schwestermodelle Hulas Mini-V und Hulas Mini-ev. Das Einsteigermodell stellt hier der Porter, ein Nutzfahrzeug ausgelegt für zwei Passagiere und einer maximalen Zuladung von 750 Kilogramm. Weitere Versionen sind der Cab King und der Family für jeweils bis zu fünf Passagieren. Danach folgen der für acht Personen ausgelegte Winner, der für bis zehn Passagieren konzipierte Frontier und das für Reiseveranstalter gedachte und für maximal zwölf Passagieren konzipierte Saffer. Als Motorisierung werden bei beiden 4-zylindrige Ottomotoren der Typen DA465Q (35,5 kW) und LJ465Q E1 (34,7 kW). Beide haben einen Hubraum von 970 cm³. Optional werden für beide Motorisierungen das LPG Conversion Kit K-0301 angeboten, wobei das Fahrzeug dann zusätzlich noch mit einem 45-Liter-LPG-Tank des Types SCL-ALPG-60-01 ausgerüstet wird, welcher bei der Vanaz Engineers Ltd. in Pune hergestellt wird.

### Mustang
Der Mustang ist ein an den Jeep Wrangler und Hummer angelehnter Geländewagen mit bis zu 12 Sitzplätzen je nach Modellversion. Für den Antrieb sorgt der schon im Sherpa verwendete vierzylindrige Diesel-Viertaktmotor des Types TC490Q. Bei einem Hubraum von 2540 cm³ liegt die Leistung bei 42,6 kW. Der Tank fasst 60 Liter. Erhältlich war das Modell von 2003 bis 2016 in den Versionen Mustang Mini-V Mustang V2,Mustang V2 Pick-Up, Mustang Max Jeep, Double Cab Carryund Mustang V2 Max.

### Hulas Cargo
Der Hulas Cargo ist ein dreirädriger offener Kleintransporter.

### Rickshaw
Die Hulas-e Rickshaws sind dreirädrige offene Kleintransporter mit Elektroantrieb und mit bis zu 160 km Reichweite. Sie werden ab 2015 in der Modellvarianten Nano Rickshaw und City Rickshaw angeboten.